# Rhodanthe laevis
Rhodanthe laevis là một loài thực vật có hoa trong họ Cúc. Loài này được (A.Gray) Paul G.Wilson miêu tả khoa học đầu tiên năm 1992.